# 罗米·米勒
罗米·米勒（德語：Romy Müller，1958年7月26日—），旧姓施耐德（Schneider），德国女子田径运动员，主攻短跑。她曾代表东德参加1980年夏季奥林匹克运动会田径比赛，获得女子4×100米接力金牌。